# Kazenga LuaLua
Kazenga LuaLua (Kinshasa, 10 dicembre 1990) è un calciatore congolese (Repubblica Democratica del Congo), centrocampista svincolato.

## Carriera
Ha collezionato 9 presenze in Premier League. Ha fatto il suo debutto in FA Cup invece il 6 gennaio 2008, nella partita contro lo Stoke City. Approdato al Brighton nell'estate del 2014, per la prima volta trova spazio e inizia a giocare regolarmente grazie alla velocità incredibile di cui è dotato.

## Palmarès

### Club

#### Competizioni nazionali
- Football League One: 1

Luton Town: 2018-2019